# HD 125612 b
HD 125612 b es un exoplaneta descubierto en el año 2007 que orbita la estrella enana amarilla HD 125612, además de formar parte de su sistema planetario. La estrella está localizada aproximadamente a unos 180 años luz en la constelación de Virgo.